# Bat, Al-Khutm y Al-Ayn
Los sitios arqueológicos de Bat, Al-Khutm y Al-Ayn protegen una importante necrópolis del milenio III a. C., están situados cerca de un palmeral. Fueron declarados Patrimonio de la Humanidad por la Unesco en el año 1988.

## Descripción
Los estudios realizados en los últimos 15 años han demostrado la existencia de numerosos asentamientos humanos que se extendían del Golfo Pérsico al Golfo de Omán.

### Bat
El sitio de Bat se sitúa en el interior de un palmeral. Hacia el 3000 a. C. existía un intenso comercio de cobre (extraído en el mismo lugar) y de piedra (probablemente diorita) con los sumerios. Varios textos sumerios la llamaban Dilmun, como por ejemplo la epopeya de Gilgamesh. La necrópolis está compuesta de 100 tumbas y de edificios circulares con un diámetro de unos 20 metros. Estos edificios no tenía aberturas al exterior, por lo que se avanza la hipótesis de que podrían ser cisternas o silos, aunque no se conoce con seguridad su función.
En 1972, las excavaciones desarrolladas por un equipo danés conducido por Karen Frifelt demostraron que la ciudad fue habitada ininterrumpidamente durante 4000 años.

### Al-Khutm
Las ruinas situadas en Al-Khutm son fundamentalmente un fuerte de piedra, que es una torre hecha de roca con un diámetro de 20 metros. Se encuentra a 2 km al oeste de Bat.

### Al-Ayn
Al-Ayn es una pequeña necrópolis. De los tres es el sitio en mejor estado de conservación. Se encuentra a 22 kilómetros a sureste de Bat.

## Conservación
Los sitios no han sido sometidos a restauración o a otro tipo de conservación antes de la protección establecida por la Unesco, y por eso sólo su aislamiento ha permitido una suficiente conservación.
Actualmente los sitios son protegidos por el artículo 42 del real decreto número 6/80. En cualquier caso, este artículo no prevé la vigilancia de los sitios, y uno de los mayores peligros proviene de que los habitantes locales pueden tomar material de construcción de los sitios arqueológicos.